# فرودگاه تالدیقورغان
فرودگاه تالدیقورغان (به انگلیسی: Taldykorgan Airport) یک فرودگاه همگانی و نظامی است که یک باند فرود بتن دارد و طول باند آن ۹۸۴۶ متر است. این فرودگاه در شهر تالدیقورغان کشور قزاقستان قرار دارد و در ارتفاع ۵۹۳ متری از سطح دریا واقع شده‌است.

## شرکت‌های هواپیمایی و مقصدهای پروازی
| شرکت‌های هواپیمایی | مقصدهای پروازی           |
| ----------------- | ------------------------ |
| قزاق ایر          | فرودگاه بین‌المللی آستانه |